# В круге света
О радиопрограмме см. В круге света (Эхо Москвы)
«В круге света» — второй студийный альбом рок-группы «Машина времени», выпущенный Всесоюзной фирмой «Мелодия» на грампластинках в августе 1989 года. Альбом состоит из 11 песен и был записан звукорежиссёром Александром Кутиковым в студии «Тон-сервис» в СКК «Олимпийский» в 1988 году.
В 1989 году кооператив «Синтез» выпустил альбом на аудиокассетах, состоящий из 15 песен, четыре из которых не попали на виниловое издание, поскольку были исполнены на английском языке: «Всё, что я хочу сказать — привет», «Я сюда ещё вернусь», «Костёр» и «Пока горит свеча». Sintez Records переиздал 11-трековый альбом на аудиокассетах и компакт-дисках в 1997 году, а в 2004 году выпустил на компакт-дисках в рамках серии «В Россию из СССР. Антология 1969-2004».
Альбом сочетает в себе музыкальные стили классического рок-н-ролла, арт-рока и новой волны. Является последним альбомом, в создании которого принял участие Александр Зайцев — как в качестве автора (слова к песне «Пьесы и роли»), так и в качестве клавишника.

## История
Песни для альбома сочинялись в период насыщенной гастрольной деятельности группы в рамках гастрольных планов Росконцерта и сразу «обыгрывались» на концертах. По свидетельству Александра Кутикова, «это было время бешеного количества концертов — по две сотни в год, порой по три выхода в день! Песни, которые вошли в эту пластинку, писались „на коленках“ — просто для того, чтобы не было так скучно играть ежедневно одну и ту же программу. Тут же делалась аранжировка, и песня вставала в плейлист».
Запись альбома производилась в «хорошо оснащённой» студии кооператива «Синтез» в первой половине 1988 года. По свидетельству Андрея Макаревича, музыкантов «никто не подгонял, и ощущение спокойствия прибавляло сил в творчестве. В идеале так и надо работать. <…> По мнению газеты „Московский комсомолец“, по качеству записи и представленного материала диск получился интересней, чем „Реки и Мосты“.
Первоначально выход альбома планировался в сентябре 1988 года, что, по планам самих музыкантов, должно было сдержать „утечку“ информации до указанного срока. Одновременно с выпуском альбома планировался старт тура по городам страны в его поддержку. Однако в результате проволочек со стороны „Мелодии“ альбом вышел только в середине 1989 года, при этом музыканты, вопреки собственному желанию, были вынуждены передать „Мелодии“ авторские права на музыкальные произведения.
Презентация новой программы состоялась 22 августа 1988 г. в ГЦКЗ „Россия“.
Андрей Макаревич о принципах построения новой концертной программы:
»… При построении программы «В круге света» исходил из принятого во всем мире принципа. Концерт должен быть непосредственным общением с залом. Он должен приносить радость. И тем кто постарше и желает услышать что-нибудь старенькое и уже ставшее популярным, и молодым, которым свойственен максимализм в оценках и желающим видеть только все новое. Если раньше мы вводили в концерт целый блок новых песен, то теперь отказались от этого. Такой блок неизбежно нарушал динамику шоу. Непривычные на слух песни быстрее утомляют зал, и сейчас мы сделали лишь вкрапления, выбрав, как мне показалось, правильное соотношение в проценте старых и новых песен. Данная форма — очень гибкая и мобильная. Отказываясь от одних песен, мы можем тотчас на их место вставлять другие. Таким образом, «В круге света» не единый спектакль, как «Реки и Мосты», а дивертисмент, который почти ежемесячно будет меняться по набору композиций. <…>

Надо было делать выбор. Либо камерный зал, либо дворец спорта. Мы все же выбрали первый вариант. Потому что именно в таких условиях звуком и светом мы пока можем создать идеальные условия для показа программы".

## Оформление обложки
Идея оформления обложки заимствована у дизайнеров альбома-антологии «The Beatles 1967—1970», известного также под названием «Blue Album». На фотографии четверо участников «Машины времени», как и четвёрка «The Beatles» на обложке указанного альбома, смотрят в объектив фотокамеры сверху вниз, однако, в отличие от «битлов», улыбок на их лицах нет.
В соответствии со смысловой нагрузкой заглавия альбома «В круге света» музыканты находятся в круге, сверху на них падает свет.

М. Шинкаренкова следующим образом характеризует смысловую компоненту оформления альбома: «На обложке альбома <…> „В круге света“ изображена стена так называемого колодца, а на фоне неба напечатаны названия группы и альбома <…> Компоненты креолизованного текста, вступая в аддитивные отношения, дополняют друг друга: образ стены подчеркивает замкнутость, изолированность данного круга, метафора света указывает на шанс выйти, выбраться из колодца».
По свидетельству А. Макаревича, изначально предполагалось сопроводить пластинку вкладышем-плакатом, а на конверте разместить тексты песен, однако полиграфические возможности того времени не позволили реализовать эти идеи.

## Аннотация к альбому
«Спасибо: Б. Гребенщикову — спел с нами „В круге света“, Ф. Пономарёву — саксофон, Д. Кротову — виолончель, А. Ситковецкому — дал гитару, Б. Смирнову — просто за помощь».

## Список композиций
Автор всех песен, кроме отмеченных — А. Макаревич.
1. Герои вчерашних дней 03:58
2. Опустошение 03:50
3. Опрокинутый мир летних снов (А. Кутиков — А. Макаревич) 04:07
4. Ветер надежды 04:00
5. Там, где будет новый день (А. Кутиков — А. Макаревич) 04:12
6. Маленький город 03:10
7. Брошенный в небо 03:45
8. Пьесы и роли (А. Кутиков — А. Зайцев) 03:05
9. Пони 03:15
10. Песня вожака стаи (А. Макаревич, А. Кутиков — А. Макаревич) 03:25
11. В круге света 04:57

## Видеоклипы
В 1988 г. на песню «Ветер надежды» был снят видеоклип. В клипе использованы материалы документальной хроники событий второй половины 1980-х гг. в СССР.
Также отдельными видеоклипами считаются записи концертного выступления группы с песнями «Герои вчерашних дней» и «Брошенный в небо», произведенные в 1988 г. в кафе «Метелица» (Москва, пр. Калинина). (Обе записи изданы на DVD-сборнике видеоклипов «Машина времени». 35 лет. В Россию из СССР".)

## Критика и достижения
Критики и журналисты отмечали искренность и современность (актуальность) песен, вошедших в альбом, а также в некоторой степени экспериментальный (в стиле «новой волны») характер последнего, говорили о большом резонансе, вызванном концертными презентациями альбома и самим фактом его выхода.
Дмитрий Шавырин в статье «В круге света» (Московский комсомолец. 1988. Авг.):

…Рекордным было количество писем о неделе премьерных концертов «Машины времени» с программой «В круге света» в ГЦКЗ «Россия». Мнения разделились: половина читателей, которым посчастливилось достать билет, полностью разочарованы, другие, наоборот, утверждают, что это лучшая работа «Машины времени» с начала профессиональной работы на сцене. Первые 10—15 минут концерта казалось, что музыканты устали, что сцена превратилась для них в адскую работу. Но это впечатление, к счастью, быстро прошло, и к финалу я уже не сомневался — ветераны верны себе, а зритель, дружно аплодирующий «на бис», — лучший судья программы «В круге света» <…> Впервые мне довелось увидеть программу, полностью отвечающую мировому стандарту. Поясню: начало концерта — разогревающее, где смешаны новые и совсем старые вещи. В середине — центральная композиция, на которой держится вся программа, и наконец, в финальной части — известные боевики, чередующиеся с совершенно новыми композициями, апофеозом чего является серия рок-н-роллов и программная песня, выражающая концепцию группы (в данном случае — «Свеча») <…> Такой подход к построению программы был отвергнут в ряде писем читателей. Конечно, в концерте «В круге света» не все ровно (прежде всего я говорю о новых песнях) — есть композиции для заполнения вакуума, но есть песни, которые с полным правом можно занести в «золотой фонд» лучших боевиков «Машины». Прежде всего, это «Опустошение» и «В круге света».— 
Андрей Максимов в статье «„Машина времени“ в круге света» (Собеседник. 1988. Сент. № 39):

…Отличительной чертой «Машины» <…> была искренность. Макаревич всегда был и остался думающим певцом. А мысль, в какую бы форму она ни была облечена, всегда притягательна. «Слишком долго мы смотрели только вперед… — поет Макаревич. — Слишком часто новой зимой завершалась весна» [песня «В круге света»], — и мы понимаем: это не эпатаж. Это неподдельная тревога. Это искреннее желание поделиться тем, что наболело <…> Кто склонен считать, что «машина уже уехала», советую просто купить билет на концерт, если это удастся. И послушать песню «Герои вчерашних дней». А потом тревожную — «Опустошение». «Опустошение: одинаковый враг — одинаковый друг». И станет ясно: человек не просто поет песенки <…>, а делится с нами тем, что болит. Искусство от псевдоискусства и отличается не манерой, не формой — степенью искренности.— 
В октябре 1989 года музыковед советского журнала «Мелодия» Аркадий Петров заметил помимо ряда типичных «машинских» («раннебитловских») рок-н-ролльных вещей («Герои вчерашних дней») присутствие в альбоме жанра нью-вейв («Опрокинутый мир летних снов», «Ветер надежды»):

Музыканты <…> пытаются — осторожно, не делая резких «поворотов» — сочетать прежнюю линию с новой. Для одной части фэнов, старых, верных, «Машина» постоянно напоминает свой традиционный облик. Для другой, предположительно более молодой, — вводится новое звучание. Недаром в первой же вещи на диске Макаревич поет: «Я не хотел бы быть записанным в герои вчерашних дней!..» Вот так выглядит альбом «В круге света». Здесь легко найти ряд типично «машинских» («раннебитловских») вещей — те же помянутые «Герои», «Опустошение», «В круге света», «Там, где будет новый день», «Маленький город». В остальных композициях пробивает себе дорогу новая, более современная интонация, связанная с «новой волной»: изысканное, иногда отстраненно-сюрреалистическое звучание («Опрокинутый мир летних снов»), песня-монолог «Ветер надежды» со столь типичным для Макаревича мотивом ожиданий, социальных тревог <…> Новая пластинка «Машины» видится <…> солидной, интересной работой. Группа по-прежнему актуальна, она держит руку на пульсе времени.
Олег Гальченко в статье «Новый поворот („Машина времени“: альбомы конца 80-х — начала 90-х)» (Петрозаводский университет. 1992. № 23):

Снова эксперименты в «новой волне», попытка уйти от привычных, ставших уже клише для самодеятельных ВИА образов в текстах, ставка то на сюрреализм («Опрокинутый мир летних снов»), то на некий «постшумовский» минимализм («Опустошение»), однако слушателя постоянно преследует мысль, будто исполнители назло самим себе делают что-то чуждое своей сути. Все традиционные для «Машины» мощные поп-роковые вещи, типа «Там, где будет новый день», в — до примитивного — лобовом политизированном контексте смотрелись особенно сиротливо. Обращало на себя внимание и то, что доселе считавшийся вполне самодостаточным квартет все чаще задействовал какие-то дополнительные силы. Если в «Реках и Мостах» только для одной песни пришлось приглашать П. Смеяна с его саксофоном, то теперь в записи участвовали саксофонист Ф. Пономарев, виолончелист Д. Кротов плюс Б. Гребенщиков, подпевший в гимне «В круге света» (последнее было явным излишеством — голос его не очень-то различим на общем фоне).— 
По итогам 1988 г. по суммарному количеству голосов, набранных за 11 месяцев ежемесячного хит-парада Звуковой дорожки" газеты «Московский комсомолец», песня «Брошенный в небо» заняла 6-е место.
Песня «Герои вчерашних дней» была включена в альбом-сборник «Хит-парад Александра Градского» (1989 год), составленный по отзывам слушателей одноимённой программы радиостанции «Юность».

## Участники записи
«Машина времени»:
- Андрей Макаревич — вокал, все гитары, клавишные;
- Александр Кутиков — вокал, бас-гитара;
- Александр Зайцев — вокал, речитатив (2), клавишные;
- Валерий Ефремов — ударные.

Приглашенные музыканты:
- Ф. Пономарев — саксофон;
- Д. Кротов — виолончель;
- Б. Гребенщиков — бэк-вокал (11).

## О композициях
- Во время гастролей группы в США в том же 1988 г. для демонстрационного альбома были записаны англоязычные версии песен «Опустошение» («Mind Devastation») и «Там, где будет новый день» («It’s Gonna Be Another Day»), изданные позже в альбоме «Медленная хорошая музыка».
- Поклонники и журналисты высказывали предположения о том, что часть музыкальных тем для песен альбома заимствована у других музыкантов, в частности в песне «Опустошение» прослеживаются аналогии с песней «Evil Eye» И. Гиллана и Р. Гловера (участники группы «Deep Purple»), в песне «Пони» — с музыкой группы «Бригада С», в песне «Брошенный в небо» — с поп-рок-песней «Money for Nothing» группы «Dire Straits».
Отвечая на вопрос журналиста газеты «Московский комсомолец» Д. Шавырина по поводу двух последних аналогий, А. Макаревич отметил следующее: «Как и любой нормальный музыкант, я впитываю в себя всё, что слышу вокруг — у нас в стране, за рубежом. Только, мне кажется, „Пони“ — это всё-таки больше отражение моей любви к музыке 50-х годов, а с песней „Брошенный в небо“, наверное, ты прав. Ведь группа „Dire Straits“ — одна из моих любимых»[1].
- К метафоре движения по кругу (песня «В круге света») А. Макаревич вернется позже в песнях: 
«Дорога в небо» (альбом «Внештатный командиръ Зѣмли. Блюзы Эль-Мокамбо») — лирический герой получит «освобождение» от этого движения;
«Снова весна» (альбом «Картонные крылья любви») — «освободившись», герой задается вопросом о новом объекте веры:

| «Мы не знаем, сколько мы дали кругов // Мы уже не помним пути <…>В круге света // Были мы рождены в пути…». («В круге света», 1989 г.) | «Мы выходим из круга, мы выходим на свет // Это знак, что команда уже собралась…». («Дорога в небо», 1993 г.) | «Мы прошли по кругу, сменив сотню вер // И круг замкнулся опять // Кто нам скажет, во что нам верить ещё?» («Снова весна», 1995 г.) |  |

## Выходные данные
- Запись кооперативов «Синтез» и «Тон Сервис», 1988;
- Альбом выпущен Всесоюзной студией грамзаписи «Мелодия», 1989;
- Звукорежиссёр: А. Кутиков;
- Редактор: Ю. Потеенко;
- Художник: В. Плахов;
- Фото: В. Пищальников.